# Fucina di Vulcano (Vasari)
La Fucina di Vulcano è un dipinto a olio su rame (38x28 cm) di Giorgio Vasari, databile al 1564 circa e conservato negli Uffizi di Firenze.

## Storia
L'opera fu dipinta nell'ambiente legato alla corte medicea di Cosimo I e Francesco I de' Medici, con una struttura e una tematica simili a quelle dei pannelli dello studiolo di Palazzo Vecchio.
Al pari dello studiolo, deriva da un'idea di Vincenzo Borghini, come ricorda una lettera del letterato all'artista in cui si raccomanda di non dipingere solo una bottega di fabbro, ma "un'Accademia di certi virtuosi" capeggiata da Minerva. Si tratta di un colto riferimento all'Accademia delle arti del disegno, fondata da Vasari stesso nel 1563, sotto la protezione di Cosimo I. Almeno dal 1589 fu esposto in Tribuna.
Ne esiste una copia di Pier Candido al Castello di Windsor, databile al 1565-1567.

## Descrizione e stile
La tecnica e il piccolo formato concorrono a creare un'opera di squisita fattura, ricca di personaggi e dettagli. Il tema mitologico, arricchito da messaggi e metafore, era pienamente comprensibile solo nel colto ambiente di corte.
La fucina sotterranea del dio Vulcano (qui una personificazione dell'ingegno), rappresentata come un brulichìo di operai nudi in movimento, che si agitano nella penombra, è lo sfondo a un incontro tra la dea Minerva, venuta a portare un disegno da riprodurre, e il dio Vulcano stesso, intento a cesellare un prezioso scudo retto da putti giocosi. La dea seminuda, riconoscibile dall'elmo guerresco, regge compasso e goniometro. Sullo scudo viene rappresentato il segno del Capricorno, ascendente e protettore del duca Cosimo, e dell'Ariete, segno zodiacale di Francesco I, accanto a un globo. Altri due putti stanno portando un elmo, saggio delle magnifiche doti dell'arte del dio. In alto una vittoria sta planando per portare la corona d'alloro.
Tra le attività rappresentate ci sono la molatura, la fornace dove sono fusi i metalli, la battitura di un'armatura incandescente sull'incudine, il trasporto di pesanti busti e di anfore ricolme di metallo.
A sinistra un gruppo di disegnatori, vegliati da una statua delle Tre Grazie (modellate sull'esempio di quelle senesi nella Libreria Piccolomini) riceve l'illuminazione dalle fiammelle del lampadario, arrivando all'atto supremo della creazione, che rendeva l'arte un fatto nobile e intellettuale, come teorizzato da Vasari stesso nei suoi trattati. Le grazie, simbolo delle "tre arti del disegno", fanno da modello ai quattro artisti nudi che le osservano e le riproducono sui fogli.
I nudi dalle pose contorte sono tipici del pieno Manierismo. Spunti dello Stradano, del Poppi e di Jacopo Zucchi sono accolti nella particolare illuminazione in controluce e nella ricchezza di dettagli.